# 107. transportna brigada (ZDA)
107. transportna brigada (angleško 107th Transportation Brigade) je bila transportna brigada Kopenske vojske Združenih držav Amerike.

## Našitek
Našitek brigade je bil v uporabi med 17. majem 1966 in 12. januarjem 1969. Je okrogle oblike in edini simbol na njem je kolo, ki je osnovni simbol za transport. Oblika kolesa tudi označuje številko brigade: krog označuje »ena 0« in število naper je »7« .